# 엔도 켄이치
엔도 켄이치(일본어: 遠藤憲一, 1961년 6월 28일 ~ )는 일본의 배우, 성우, 내레이션, 각본가이다.

## 작품

### 드라마
- 민왕 (2015년 7월 24일 ~ 9월 18일, TV 아사히)

### 영화
- 지옥의 화원 (2021년) - 아카기 료코 역
- 쿠비 (2023년) - 무라시게 아라키 역
- 고독한 미식가 더 무비 (2025년) - 젠푸쿠지 로쿠로 역